# Джексонпорт (Вісконсин)
Джексонпорт (англ. Jacksonport) — місто (англ. town) в США, в окрузі Дор штату Вісконсин. Населення — 878 осіб (2020).

## Демографія
Згідно з переписом 2010 року, у місті мешкало 705 осіб у 314 домогосподарствах у складі 222 родин. Було 838 помешкань
Расовий склад населення:
| - 97,7 % — білих - 0,1 % — вихідців з тихоокеанських островів - 0,1 % — корінних американців |

До двох чи більше рас належало 1,1 %. Частка іспаномовних становила 1,8 % від усіх жителів.
За віковим діапазоном населення розподілялося таким чином: 15,9 % — особи молодші 18 років, 58,1 % — особи у віці 18—64 років, 26,0 % — особи у віці 65 років та старші. Медіана віку мешканця становила 51,3 року. На 100 осіб жіночої статі у місті припадало 104,3 чоловіків;  на 100 жінок у віці від 18 років та старших — 104,5 чоловіків також старших 18 років.
Середній дохід на одне домашнє господарство  становив 87 629 доларів США (медіана — 66 458), а середній дохід на одну сім'ю — 100 197 доларів (медіана — 73 750). Медіана доходів становила 52 750 доларів для чоловіків та 36 250 доларів для жінок. За межею бідності перебувало 5,2 % осіб, у тому числі 8,8 % дітей у віці до 18 років та 2,1 % осіб у віці 65 років та старших.
Цивільне працевлаштоване населення становило 355 осіб. Основні галузі зайнятості: будівництво — 13,0 %, освіта, охорона здоров'я та соціальна допомога — 12,7 %, виробництво — 11,5 %, мистецтво, розваги та відпочинок — 11,0 %.